# Анатолийская овчарка
Анатолийская овчарка, кангал (тур. anadolu çoban köpeği, kangal çoban köpeği) — древняя порода собак, выведенная на Анатолийском плато. В Турции не признают названия анатолийская овчарка, так как их там несколько разновидностей. Общепринятое турецкое название породы — кангал.

## История породы
Анатолийская овчарка относится к древнейшим породам, когда-либо существовавшим в Малой Азии. Ещё со времен Вавилона она живёт на Анатолийском плато. Сегодня в Турции известна как турецкая сторожевая. Работали над этой породой в течение нескольких веков, скрещивая самые различные породы крупных собак. В давние века эти собаки использовались для охоты на львов и диких онагров. В Британском музее имеются ассирийские барельефы, на которых отображены эпизоды такой охоты.
Анатолийская овчарка не является пастушьей породой собак, это охранник, она охраняла стада овец от волков. Собака эта очень подвижная и легкая на подъём; догоняя волка, развивает очень высокую скорость. Наибольшее распространение порода имеет в Малой Азии.

## Внешний вид
Если сравнивать анатолийскую овчарку, можно заметить её схожесть с породами большой пиреней и кувас, но она имеет более стройные пропорции тела и является более быстрой и проворной. Сложение собаки этой породы очень пропорциональное, а мускулатура рельефная и хорошо развитая.
Обязательные отличия: у анатолийской овчарки (кангала) должна быть чёрная маска на морде и очень сильная челюстная система. Голова у собаки крупная с широкой черепной частью, переход ото лба к морде практически незаметный, сглаженный, губы должны быть слегка отвислые чёрного цвета, нос — обязательно чёрный и влажный. Хвост у анатолийской овчарки достигает скакательного сустава, прямой, в спокойном состоянии слегка загнутый, при возбуждении — высоко поднятый, достающий до спины. Шерсть очень прочная, прямая и хорошо покрывает все тело собаки. Окрас может быть чёрным, тигровым и сочетать в себе до трех цветов одновременно.

## Темперамент

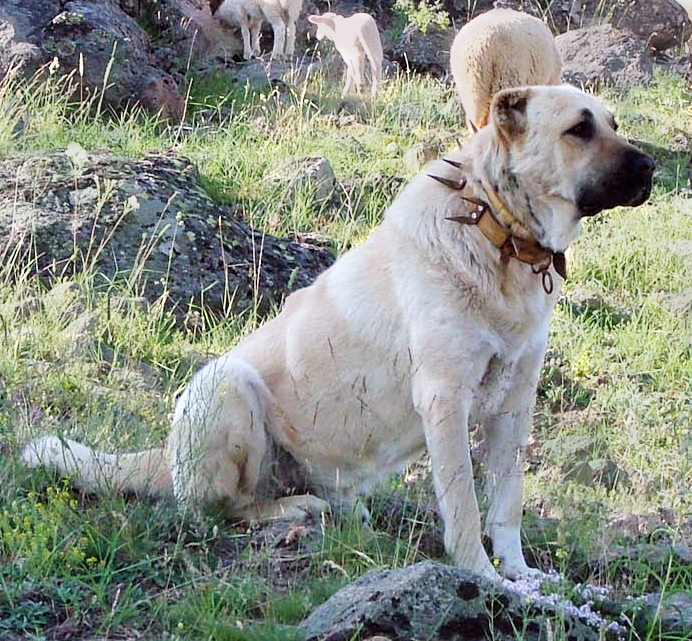
Рабочая анатолийская овчарка с купированными ушами, в ошейнике с шипами для защиты от волков.

Анатолийская овчарка имеет очень тонкий ум, она предана и спокойна с людьми, очень хорошо обучается. В характере этой собаки есть такие качества, как собственническое отношение к имуществу своих хозяев, она никому не позволит дотронуться до тех вещей, которые принадлежат владельцам этой собаки. С детьми в доме эта собака ведет себя очень дружелюбно, её можно использовать в роли четвероногой няньки и быть спокойным, оставляя с нею детей.

## Использование
В роли пастушьей собаки-сторожа анатолийскому карабашу нет равных. У неё очень устойчивая психика, она крайне редко лает и только при необходимости. Предпочитает находиться на возвышенности и наблюдать за всем происходящим вокруг. Порода хорошо поддается дрессировке, хорошо уживается с сельскохозяйственными животными. Такой собаке не обязательно строить специальный вольер, но необходимо большое пространство для прогулок.
Анатолийскую овчарку в Турции до сих пор используют для защиты стад овец от волков. В щенячьем возрасте у этих собак традиционно купируют уши — чтобы волк в схватке не мог ухватить пса за это чувствительное место. На шее такие рабочие овчарки носят шипованные ошейники, призванные защитить горло животного от зубов хищника.
В ЮАР анатолийских овчарок используют для охраны фермерских стад от гепардов.